# Orgue numérique
Pour les articles homonymes, voir Orgue (homonymie).
 (août 2025).
La mise en forme du texte ne suit pas les recommandations de Wikipédia : il faut le « wikifier ».
Les points d'amélioration suivants sont les cas les plus fréquents. Le détail des points à revoir est peut-être précisé sur la page de discussion.
- Les titres sont pré-formatés par le logiciel. Ils ne sont ni en capitales, ni en gras.
- Le texte ne doit pas être écrit en capitales (les noms de famille non plus), ni en gras, ni en italique, ni en « petit »…
- Le gras n'est utilisé que pour surligner le titre de l'article dans l'introduction, une seule fois.
- L'italique est rarement utilisé : mots en langue étrangère, titres d'œuvres, noms de bateaux, etc.
- Les citations ne sont pas en italique mais en corps de texte normal. Elles sont entourées par des guillemets français : « et ».
- Les listes à puces sont à éviter, des paragraphes rédigés étant largement préférés. Les tableaux sont à réserver à la présentation de données structurées (résultats, etc.).
- Les appels de note de bas de page (petits chiffres en exposant, introduits par l'outil «  Source ») sont à placer entre la fin de phrase et le point final[comme ça].
- Les liens internes (vers d'autres articles de Wikipédia) sont à choisir avec parcimonie. Créez des liens vers des articles approfondissant le sujet. Les termes génériques sans rapport avec le sujet sont à éviter, ainsi que les répétitions de liens vers un même terme.
- Les liens externes sont à placer uniquement dans une section « Liens externes », à la fin de l'article. Ces liens sont à choisir avec parcimonie suivant les règles définies. Si un lien sert de source à l'article, son insertion dans le texte est à faire par les notes de bas de page.
- La présentation des références doit suivre les conventions bibliographiques. Il est recommandé d'utiliser les modèles {{Ouvrage}}, {{Chapitre}}, {{Article}}, {{Lien web}} et/ou {{Bibliographie}}. Le mode d'édition visuel peut mettre en forme automatiquement les références.
- Insérer une infobox (cadre d'informations à droite) n'est pas obligatoire pour parachever la mise en page.

Pour une aide détaillée, merci de consulter Aide:Wikification.
Si vous pensez que ces points ont été résolus, vous pouvez retirer ce bandeau et améliorer la mise en forme d'un autre article.

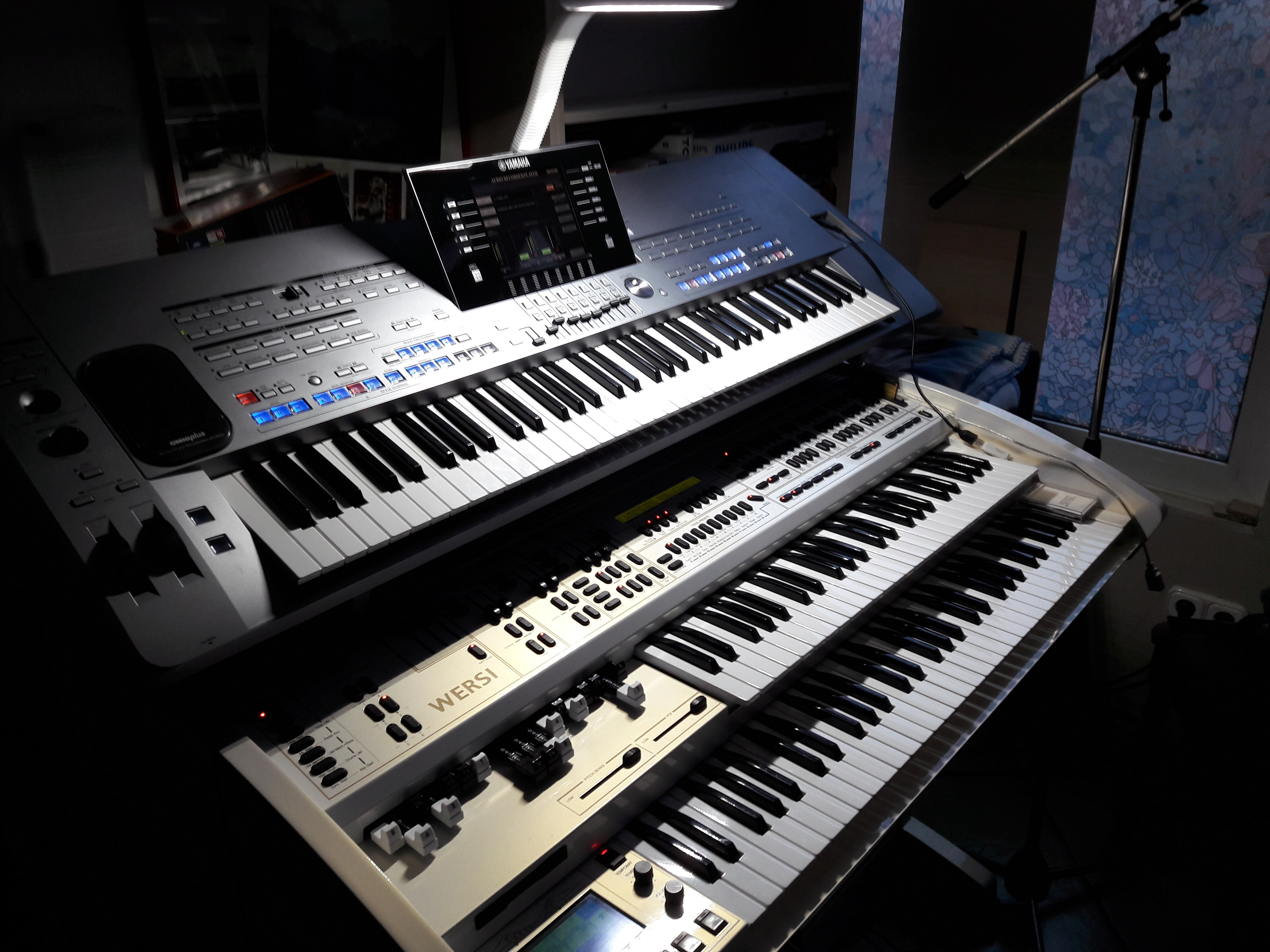
Orgues numériques Tyros5 (Yamaha) et WERSI.

L’orgue numérique est un instrument de musique offrant à l'instrumentiste la même disposition que celle d’un orgue classique à tuyaux : claviers, pédalier et registres de jeux. La différence essentielle est qu’au lieu de produire le son par des tuyaux, l’orgue numérique emploie des générateurs électroacoustiques à base d'échantillons numérisés, dont le signal est envoyé vers des haut-parleurs via des amplificateurs. Un des points communs avec l'orgue à tuyaux qui justifient le nom d’« orgue », est la capacité à prolonger les sons de manière indéfinie, contrairement à d'autres instruments à clavier tels le clavecin ou le piano.
Il ne faut pas confondre les orgues numériques et les orgues électroniques. ces derniers sont analogiques, et ont été développés principalement avant 1975.

## Histoire

### Orgue électronique
Dès que la technologie a permis de créer des sons à partir de générateurs électroniques, l'idée de construire des instruments de musique utilisant cette possibilité est née. L’orgue électronique est le premier instrument qui ait été conçu pour pouvoir produite des sons uniquement à partir de l'électricité.  Plusieurs technologies furent mises au point pour produire des sons : les roues phoniques, le trigger de Schmitt, l’oscillateur sur couple condensateur et bobine à induction, l’oscillateur à lampe, l'oscillateur à transistor avec transformateur-diviseurs et les générateurs à plateaux rotatifs (disques optiques, disques électrostatiques et disques magnétiques).

### Orgue et synthétiseur
À partir de 1975, un nouveau souffle est donné à l’orgue avec la naissance du synthétiseur. Le son « synthé » profitera surtout à des orgues jazzy (avec claviers décalés et pédalier raccourci) et c'est alors l'explosion de ces instruments hybrides, avec boîte à rythme, accompagnement automatique et autres accessoires (portamento, vélocité, after-touch). C’est la généralisation des produits japonais avec les orgues Yamaha, Technics, Roland, Korg. Même Hammond trouve un second souffle en adoptant la technologie synthé en 1975. Cependant, certains organistes classiques n'apprécient pas ces sons « fabriqués », car trop éloignés de ceux des orgues à tuyaux.

## Caractéristiques
L’orgue numérique est l'héritier direct de cette technologie de l’échantillonnage. Les sons produits ne sont plus générés électroniquement par des oscillateurs, ni synthétisés (comme c’était le cas sur les anciens générateurs analogiques), mais ils sont stockés dans une mémoire statique (en général une eprom, parfois un disque dur) et proviennent d’un véritable orgue à tuyaux dont un nombre déterminé de notes a été soigneusement enregistré à l’aide de deux ou quatre microphones. Un enregistrement à deux microphones donne un son stéréophonique ; un enregistrement à quatre microphones donne un son 3D (codage THX 5.1, présence spatiale). La qualité globale d’un orgue numérique dépend donc du nombre et de la qualité de ses échantillons individuels. Le soin apporté à l’enregistrement de chaque jeu et la qualité de l'amplification choisie conditionnent le résultat final.

### Naissance du son numérique

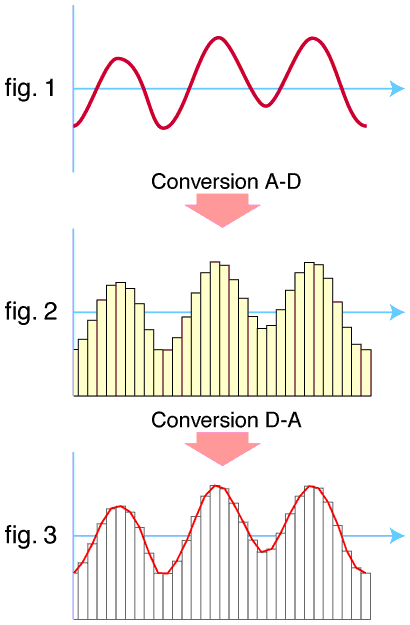
Échantillonnage.

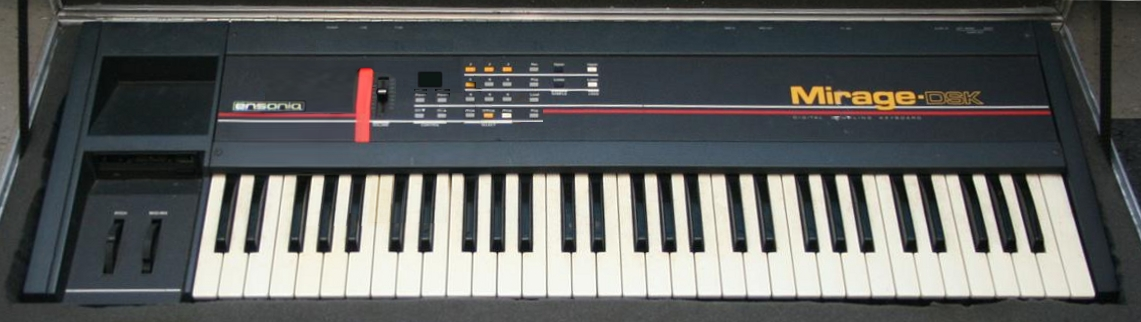
Ensoniq Mirage.

Avec l'arrivée de l'informatique, voit le jour l'idée de stocker la boucle sonore, non plus sur un disque ou sur un bout de bande magnétique, mais dans de la mémoire informatique. Pour y parvenir, il fallait mettre au point une technologie radicalement différente d’enregistrement du son, la  « numérisation ».
La numérisation ou enregistrement numérique consiste à convertir un son capté par un microphone (fig. 1) en une succession de valeurs numériques binaire (des  « uns » et des « zéros ») qu’il est aisé ensuite de stocker sur un support idoine (puce mémoire, disquette, CD). Cette opération s’appelle conversion A-D pour Analogique-Digital (fig. 2) (en anglais ADC pour Analog to Digital Converter). Cependant, cette conversion oblige à exécuter une opération complexe : l’échantillonnage. Les premiers échantillonneurs sont nés dans le monde du synthétiseur ; il faut citer pour mémoire le Mirage de Ensoniq, né au début des années 1980. Il offrait une résolution de 8 bits, avait une polyphonie de 8 voix, mais il avait déjà un son exceptionnel (il y avait de très beaux sons d’orgue). L’échantillonnage consiste à analyser un son en temps réel, plusieurs milliers de fois par seconde ; chaque analyse consiste à mesurer la pression acoustique perçue par le microphone et à la convertir en une valeur numérique, compréhensible pour un ordinateur. C’est cette valeur que l’on appelle un « échantillon ». L’échantillonnage se fait généralement à 96 kHz sur 20 ou 24 bits pour les professionnels (c’est-à-dire 96 000 fois par seconde) et à 44,1 kHz lorsque l’enregistrement est destiné au disque compact, avec une résolution de 16 bits et en stéréo. Désormais, avec l’arrivée du DVD-Audio et du SACD, un nouveau standard émerge : échantillonnage à 192 kHz, avec 24 bits de profondeur.
La restitution du son original se fait en réalisant l’opération inverse qui consiste à lire l’information numérique stockée en mémoire et à la convertir en signal analogique : pour cela, est utilisé un convertisseur Digital-Analogique ou D-A (fig. 3) (en anglais DAC pour Digital to Analog Converter). C'est le nombre de convertisseurs qui détermine la capacité de l'orgue numérique à gérer simultanément la conversion de plusieurs échantillons.

### Fréquence et résolution
La fréquence d’échantillonnage détermine la bande passante supportée par le système. Selon le principe de Shannon, « l’information véhiculée par un signal dont le spectre est borné n'est pas modifiée par l'opération d'échantillonnage à condition que la fréquence d'échantillonnage soit au moins deux fois plus grande que la plus grande fréquence contenue dans le signal ». Cela signifie que pour encadrer la bande passante auditive naturelle de l’homme, que l’on estime comprise entre 15 Hz et 24 kHz dans le meilleur des cas, il faut une fréquence d’échantillonnage au moins égale ou supérieure à 48 kHz (c’est-à-dire le double de la fréquence la plus haute). Les orgues numériques actuels utilisent au minimum une fréquence d’échantillonnage de 62,5 kHz, ce qui est amplement suffisant au vu de cette contrainte.
Mais la fréquence d’échantillonnage seule ne suffit pas pour produire un son de haute qualité. La résolution du signal est également un paramètre très important. Elle est déterminée par le nombre de bits utilisés pour coder chaque échantillon. Les instruments habituel, sur le marché, ont les sons codés sur 16, 20 ou 24 bits. Avec une résolution de 24 bits, la dynamique théorique est de 144 décibels, ce qui offre une restitution des sons originaux proche de la perfection.

### Techniques mises en œuvre
Les premiers orgues numériques fonctionnant sur ce principe n’utilisaient qu’un seul échantillon transposé pour tout le clavier. Malgré le réalisme relatif du son obtenu par cette nouvelle technologie, le résultat était décevant lorsque la note jouée en transposition s'éloignait trop de la hauteur originale. De plus, les échantillons étaient pauvres, réalisés à une fréquence de 11 kHz ou 22 kHz sur 8 bits et monophoniques, ce qui avait pour conséquence une surcharge de fréquences parasites dans les aigus (ondes stationnaires), des bruits de fond, du souffle, trop de transitoires, des impuretés et des accidents dans les graves, etc. Mais, dans les années 1990, l’orgue numérique a eu une évolution véritablement exponentielle, grâce au progrès technologique. Il a acquis une maturité certaine grâce à des capacités accrues et un échantillonnage d'une qualité toujours grandissante.
En pratique, il existe toujours actuellement plusieurs niveaux de qualité. La première distinction tient dans le types d’échantillons : les échantillons courts et les échantillons longs.

#### Échantillons courts
Les échantillons courts contiennent un minimum d’information ; ils sont constitués d’une seule forme d’onde (enregistrée à l’aide d’un vrai tuyau) simplement répétée en boucle et le son obtenu, bien que proche de l’original, manque de variété et de dynamique. Le son sonne toujours « électronique » à cause de la platitude du son.

#### Échantillons longs
Les échantillons longs sont dynamiques. Ils sont constitués de quatre éléments concaténés, nommés ADSR : attack (attaque), decay (déclin), sustain (maintien) et release (relâchement). L'attaque est le moment particulier de l’ouverture de la soupape où l’air pénétrant dans le tuyau commence à entrer en vibration ; il se produit alors toutes sortes de bruits, d’harmoniques qui sont caractéristiques du jeu (par exemple le chuintement à l’attaque du jeu de bourdon) puis la retombée qui se stabilise dans la tenue. La tenue, dans un échantillon long, n’est pas une simple onde rebouclée mais un enregistrement d’une certaine durée qui couvre une rotation de phase complète. Il faut en effet savoir qu’un tuyau d’orgue n’est pas un simple générateur acoustique stable et uniforme ; c’est même tout le contraire d’un générateur continu. Le vent produit toujours des ondes stationnaires qui entrent en phase les unes avec les autres et provoquent de légères fluctuations harmoniques perceptibles sur une période cyclique, dont la durée varie d’un tuyau à l’autre. Pour enregistrer correctement une rotation complète, il faut donc avoir l’oreille, être musicien autant que technicien, et y passer beaucoup de temps.
En pratique, on enregistre le jeu note par note (tuyau par tuyau), sur une durée de quelques secondes pour chaque note. C'est en studio qu’on isole ensuite patiemment, tuyau par tuyau, chaque phase pour la reboucler (et éviter le « clic » du bouclage). Finalement, on obtient une banque d’échantillons (autant que de touches) qui auront chacun une longueur différente et dont on aura préservé les petites imperfections et les petites inégalités qui font le réalisme de l’orgue acoustique.
Arrive enfin l'échantillon de fermeture qui va exactement restituer ce qui se passe au moment de l’extinction du son dans le tuyau. On appelle cette partie de l’échantillon la queue de résonance. Elle est très importante dans les jeux d’anche, car même si elle est presque imperceptible, la fermeture de la soupape provoque toujours un petit couinement ou un petit hoquet dû au fait que la languette continue de vibrer pendant une fraction de seconde.
Il existe une catégorie intermédiaire, l’échantillon court dynamiquement contrôlé qui consiste à exploiter un échantillon court et à y introduire, par traitement informatique, de petites altérations aléatoires pour lui donner plus de réalisme. Il s’agit de simulation et non de reproduction.

#### Dispersion des échantillons
En théorie, l'orgue numérique parfait devrait avoir autant d’échantillons longs qu’un orgue acoustique possède de tuyaux. En pratique, les fabricants d’orgues numériques peuvent être amenés à faire des compromis entre réalisme sonore et coûts de production.
L’orgue numérique d’entrée de gamme n’aura que des échantillons courts. De plus, les mêmes échantillons seront utilisés pour plusieurs notes consécutives. En changeant la fréquence d’échantillonnage à la lecture, les notes manquantes de la gamme seront restitiées par transposition. Par exemple, pour faire un mi avec un do, l’échantillon du do est accéléré à la lecture, ce qui déforme légèrement le timbre et peut légèrement dénaturer le son (comme lorsqu’on écoute une voix enregistrée au ralenti ou en accéléré). Pour les douze notes d’une octave, 1, 2 ou 3 échantillons seulement serait utilisés ; pour couvrir 5 octaves, 5 à 15 échantillons suffisent alors. Pour trouver les solutions les plus économiques, les fabricants peuvent aller jusqu'à utiliser un seul échantillon pour la première et/ou la dernière octave du clavier. Ceux qui appliquent un tel procédé partent en effet du principe que l’oreille humaine serait moins sensible à la qualité timbrale dans le grave et dans l'aigu.
Une autre technique pour augmenter le réalisme du son sans échantillonner toutes les notes individuelles est la « simulation de l'attaque » : pour simuler l'attaque d’un tuyau, un peu de bruit blanc (bruit de synthèse créé par un générateur aléatoire) est ajouté lors de l’enfoncement de la touche, ce qui donne un effet plus ou moins réaliste. Ce bruit est uniforme sur toute l’étendue du clavier, alors que ce n’est jamais le cas dans la réalité : dans un orgue acoustique, chaque tuyau a un comportement différent de son voisin, l’un pouvant produire plus de bruit que l’autre. Un peu de bruit du vent dans les tuyaux graves (basse, bourdon, bombarde) peut aussi être simulé artificiellement en ajoutant aussi un peu de bruit blanc variant de façon aléatoire.
Sur des modèles d’entrée de gamme, la polyphonie est limitée : il est impossible de plaquer un accord de plus de 8 notes ; les notes supplémentaires sont muettes, ce qui pose problème lorsqu’on espère trouver l’équivalent d’un orgue classique, par définition totalement polyphonique.

### Convertisseurs
Pour restituer les sons numérisés et les rendre audibles en les envoyant à travers les étages d’amplification vers les haut-parleurs, il faut disposer en amont d'une batterie de convertisseurs, système complexe. Sur les orgues électroniques utilisant la technologie analogique, les notes étaient toutes générées en permanence par un oscillateur général et les touches agissaient comme des interrupteurs envoyant le signal directement vers le ou les amplificateurs. La mise en œuvre de l’orgue analogique était suffisamment rudimentaire pour que, dans les années 1970, les orgues soient proposés en kit. Il y avait très peu d’électronique et beaucoup de fils (autant de fils de liaison que de notes et de rangs, par exemple 1 600 liaisons sur le modèle III/38). A contrario, l’orgue numérique contient beaucoup d’électronique et très peu de fils, ces derniers ne transportant plus le son, mais des données numériques entrelacées et multiplexées.
La complexité de l’orgue numérique réside dans sa capacité à traiter d’énormes quantités de données en temps réel. Sur un orgue à tuyaux, lorsque l’organiste tire le Tutti d’un instrument de 60 jeux et joue par exemple un accord de 8 notes (7 notes manuelles et une note de pédale), il fait sonner au moins 500 tuyaux simultanément. Pour obtenir exactement le même résultat sur un orgue numérique, cela suppose que l’on puisse simultanément lire, convertir, préamplifier, mixer et envoyer vers les amplificateurs 1 000 échantillons ! Chaque tuyau correspond à deux échantillons lorsque ceux-ci sont enregistrés en stéréophonie, d'où 500 × 2 = 1000. Il en faudra 2 500 si les échantillons sont 3D (codage 5.1).
Lorsqu'un CD est joué sur une chaîne stéréophonique, il n’y a que deux convertisseurs qui fonctionnent en continu, un pour le canal droit, l’autre pour le canal gauche. Sur un orgue numérique, il faut tirer tous les jeux sur trois claviers, tous les claviers sont accouplés, il y a 40 jeux sous un seul doigt, en comptant les rangs de mixtures et de cornets, cela correspond en moyenne à 50 tuyaux virtuels, donc à 50 échantillons stéréophoniques ou THX. C’est comme si cette touche déclenchait la lecture simultanée (et sans retard) de 50 lecteurs de CD (en stéréo) ou bien de 100 lecteurs de CD (en THX). Tout cela survient pour une seule touche enfoncée ; une grappe sonore est encore plus exigeante.
Ces considérations techniques sont théoriques. En pratique, les fabricants réalisent le mixage des sons de manière logicielle, de sorte qu'il n'est nécessaire d'avoir qu'un convertisseur par canal d'amplification. Il reste que, en reprenant l'exemple ci-dessus, un orgue qui doit calculer le rendu sonore de 500 notes 44 100 fois par seconde avec des échantillons 16 bits stéréo doit effectuer plusieurs milliards d'opérations arithmétiques par seconde ; chose que même certains microprocesseurs grand public actuels peinent à faire. Il existe heureusement des processeurs dédiés à ces traitements de rendu sonore, et qui sont dans cette tâche spécifique plus performants que des processeurs du type de ceux qu'on peut trouver dans un ordinateur. Cependant la polyphonie est toujours limitée, même si dans les modèles haut de gamme elle est suffisante pour jouer à quatre mains ou de faire de larges grappes sonores.

### Haut-parleurs

Disposition des haut-parleurs dans la console.

Le son des orgues numériques est traité par des amplificateurs et sort par des haut-parleurs. Dans les orgues numériques haut de gamme, les amplificateurs et les haut-parleurs sont multipliés, et le matériel a une qualité Hi-Fi. De plus, il est aussi nécessaire de recréer une spatialisation pour donner du relief. La technique d'échantillonnage stéréophonique global de tuyauterie d'orgues effectué dans le buffet d'origine et en acoustique naturelle (voir rubrique orgue virtuel) fonctionne parfaitement avec un système stéréophonique, sans nécessité de spatialisation artificielle.
La norme du « haut de gamme » de l'orgue numérique à échantillonnage partiel en chambre sourde débute avec 7 amplificateurs pour 13 haut-parleurs. Certains fabricants d’orgues numériques ont réussi là où la plupart des fabricants de chaînes stéréophoniques ont échoué : ni distorsion, ni saturation. Mais cela n’a rien de surprenant, la puissance étant répartie sur 13 voies indépendantes : quand le nombre de voies augmente, les collisions acoustiques diminuent (à cause de la spatialisation). N’est-ce pas d’ailleurs le principe de l’orgue à tuyau où chaque son se produit en un point différent dans l’espace ? Il paraît en tout cas naturel qu’il y ait 2, 3 ou 4 voies par clavier afin de simuler la spatialisation de l’orgue. La plupart des orgues numériques disposent de haut-parleurs situés à hauteur des jambes, ce qui n'est pas sans rappeler la disposition d'émission du son des harmoniums.

### Schéma de fonctionnement

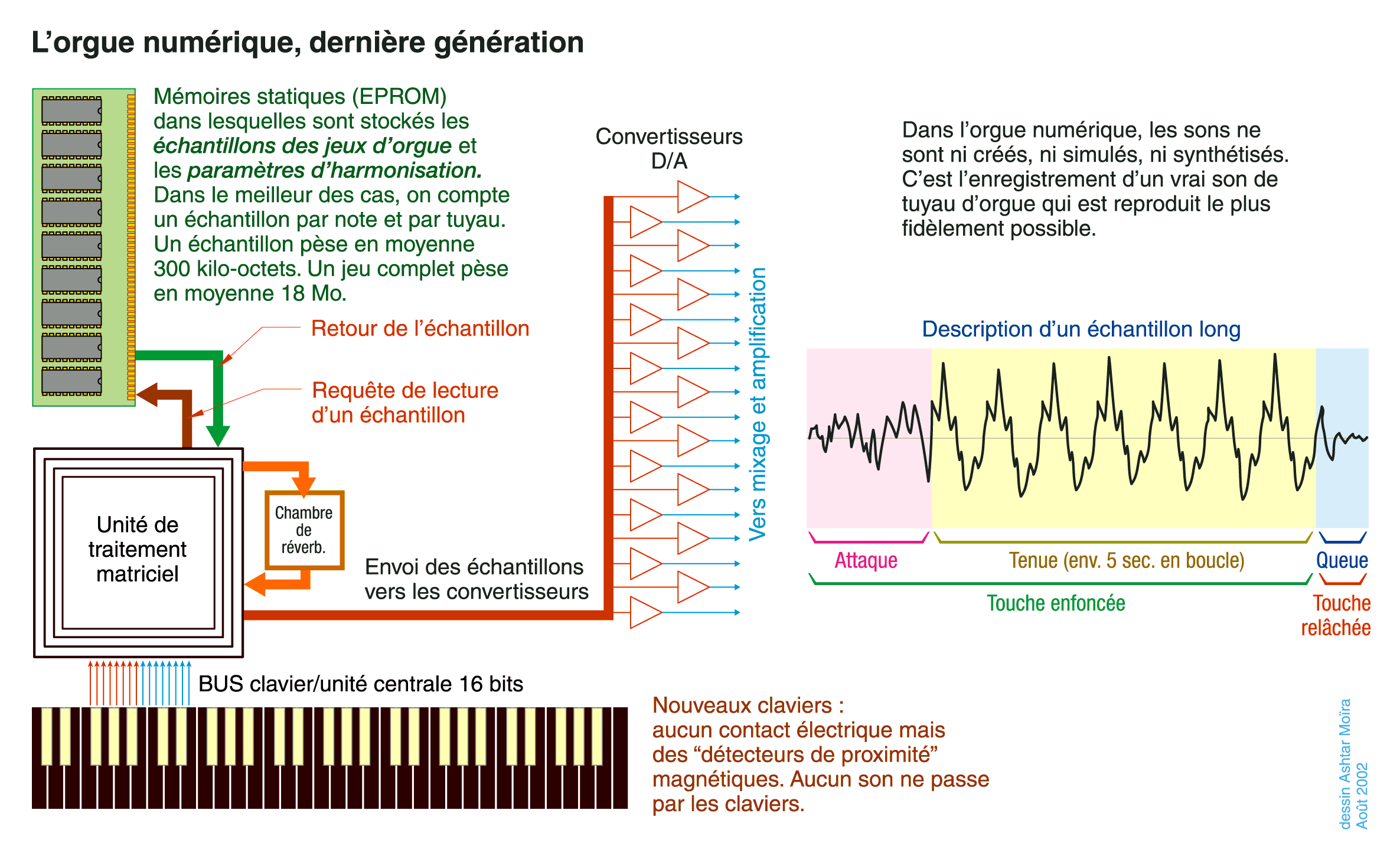
Schéma de fonctionnement d'un orgue numérique utilisant la technologie des sons d'orgue échantillonnés.

### Conclusion

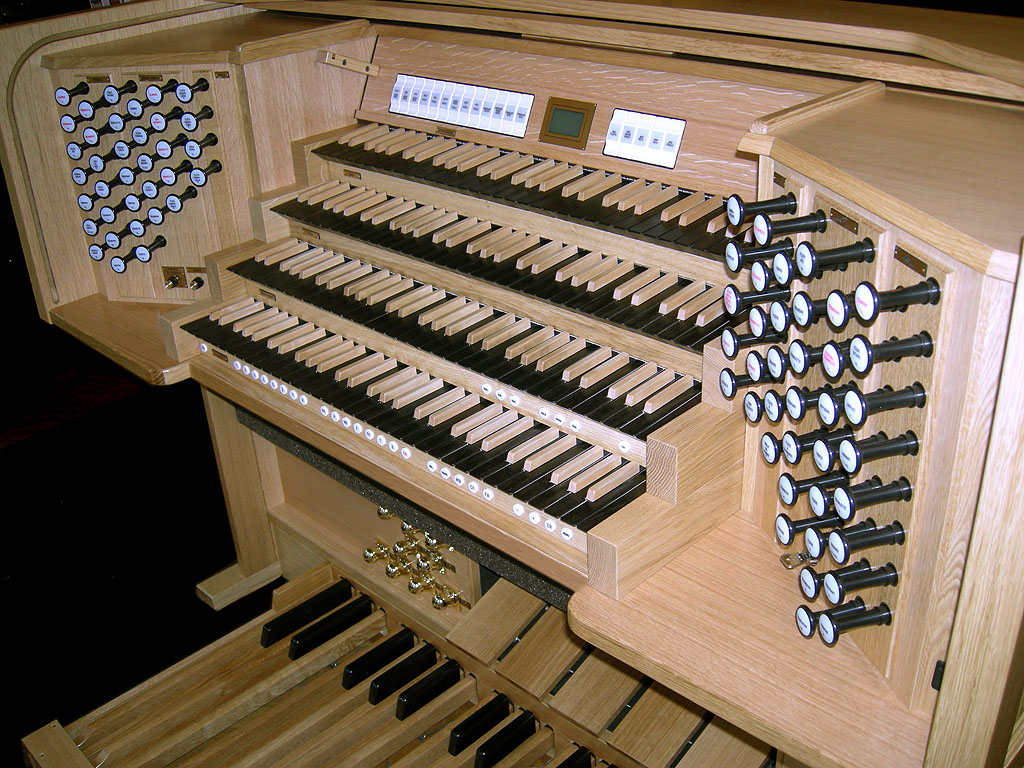
Orgue numérique à 4 claviers. La console reproduit en tous points celle d’un orgue classique. Seuls quelques potentiomètres trahissent la présence de l’électronique.

L'orgue numérique idéal serait un instrument à échantillonnage complet de tous les tuyaux, fonctionnant avec des banques de sons d'orgues identifiées (Cavaillé-Coll, Clicquot, Silbermann, etc.), reproduisant fidèlement (avec une amplification de qualité Hi-FI) un grand choix de jeux échantillonnés afin que l’organiste puisse composer librement son instrument, des mixtures échantillonnées tuyau par tuyau (et non note par note). La plupart des fabricants proposent des orgues numériques à échantillonnage réduit (quelques tuyaux seulement sont échantillonnés en chambre sourde pour chaque jeu), il s'agit des marques suivantes, par ordre alphabétique : Allen, Baldwin, Benedikt, Briston, Cantor, Content, Copeman Hart, Eminent, Hoffrichter, Johannus, Phoenix, Rodgers, Van der Poel, Viscount et Wyvern; les orgues Monarke et Makin sont fabriqués sous licence Johannus.
Même si la qualité sonore des orgues numériques n'atteint pas tout à fait celle des meilleurs orgues à tuyaux, ils possèdent néanmoins quelques avantages sur ceux-ci :
- Il est possible, avec le même instrument, de basculer d’un style baroque à un style romantique ou symphonique grâce à un filtrage du son spécifique à chaque esthétique. Il est possible de choisir entre plusieurs tempéraments historiques : mésotonique, Tartini-Vallotti, Werkmeister-III ou égal. De plus, il est possible de modifier le diapason pour imiter les orgues baroques qui sont souvent accordés en La 415, 427 ou 390 Hz.

- Il y a possibilité d'enregistrer ce que qui est joué sur ordinateur grâce au MIDI et, convertir cet enregistrement en partition (pour immortaliser une improvisation, se corriger, juger de l’acoustique, prendre du recul : s'écouter « jouer sans jouer »). Cependant, cette fonctionnalité commence également à voir le jour sur certains orgues à tuyaux.

- Il est possible de jouer en silence, avec un casque sur les oreilles, par exemple pour travailler à toute heure du jour ou de la nuit sans déranger ses voisins.

- Un orgue numérique prend beaucoup moins d'espace et est plus facilement transportable qu'un orgue traditionnel.

- En comparaison avec un orgue à tuyaux, même petit (3 à 5 jeux), l'orgue numérique est bien moins cher et demande bien moins d'entretien.

- Enfin, un orgue numérique tient parfaitement l’accord, là où un orgue à tuyaux demande par exemple d'accorder régulièrement les anches.

## Principaux fabricants
Il n'existe pas à proprement parler une production industrielle de l'orgue numérique classique car le marché est naturellement limité et il est de toute évidence beaucoup plus réduit que le marché de l'orgue de variété et du synthétiseur. C'est pourquoi la plupart des grandes marques ne sont en fait que de petites unités de production et à la rigueur des petites chaînes de montage peu automatisées et où persiste un certain artisanat.
Les marques les plus connues mondialement sont : Allen (États-Unis), Rodgers (qui est un département de Roland, Japon/États-Unis). Les autres marques sont : Ahlborn (Italie), Baldwin (États-Unis), Dr Böhm, Cantor (Allemagne), Content (Pays-Bas), Copeman-Hart (États-Unis), Eminent, Hoffrichter (Allemagne), Johannus (Pays-Bas), Lowrey, Makin, Monarke (Pays-Bas, division de Johannus), Van der Poel, Viscount (Italie), Wyvern, Wersi, etc.
Les marques connues qui n'existent plus : Dereux, Garrel, Givelet-Coupleux, Hohner…

## Comparaison avec l'orgue virtuel
Depuis plusieurs années, une nouvelle génération d'orgues numériques se développe rapidement sous l'appellation d'orgue virtuel ou « simulateur d'orgues à tuyaux ». La caractéristique première de cet instrument nouveau réside dans le fait que le son est généré par un micro-ordinateur avec un logiciel permettant d'utiliser des banques de sons d'orgues constituées de l'enregistrement de tous les tuyaux d'instruments identifiés.
Dans ce cas, il ne s'agit plus des sons génériques des orgues numériques « classiques » décrits plus haut : il ne s'agit plus d'entendre UNE montre 8', mais LA montre 8' de tel orgue, restituée avec l'acoustique d'origine.
L'organiste choisit virtuellement au fil de ses interprétations l'orgue qui lui convient le mieux.